# Ikast FS
L'Ikast FS est un ancien club de football danois fondé en 1935 et basé à Ikast.

## Historique
Le club passe 17 saisons en Première division et 21 saisons en Deuxième division.
L'Ikast FS évolue pour la première fois en Première division lors de l'année 1979 et pour la dernière fois dans l'élite du football danois lors de la saison 1997-1998.
Le club obtient son meilleur classement en D1 lors de l'année 1987, où il se classe deuxième du championnat, avec 16 victoires, 6 matchs nuls et 4 défaites.
Le club participe à deux reprises à la Coupe de l'UEFA : en 1988-1989 puis en 1991-1992. Le club prend part également à la Coupe d'Europe des vainqueurs de coupe 1989-1990.
Le club atteint à trois reprises la finale de la Coupe du Danemark : en 1986, 1989, puis en 1997.
En 1999, l'Ikast FS fusionne avec le club d'Herning Fremad pour former un nouveau club : le FC Midtjylland. Désormais, l'Ikast FS constitue l'équipe réserve du FC Midtjylland, qui évolue en 2e division occidentale (soit l'équivalent de la troisième division).

## Palmarès
- Championnat du Danemark
  - Vice-Champion : 1987

- Coupe du Danemark
  - Finaliste : 1986, 1989, 1997

- Championnat du Danemark de deuxième division
  - Champion : 1993, 1997

## Anciens joueurs
- Henning Boel (international danois)